# ... but all shall be well
... but all shall be well (opus 10) is een compositie van Thomas Adès.

## Geschiedenis
Het was Adès' eerste werk voor groot orkest met een grote blazerssectie en percussionisten. Hij studeerde destijds aan de Universiteit van Cambridge en schreef het voor een amateurorkest van de universiteit, Cambridge University Music Society. Hij ontleende de titel aan een tekst ("Sin is behovely") van T.S. Eliot (Four quartets: Little gidding) waarbij de tekst verwijst naar dat de mens geschapen is voor zonde, maar dat het allemaal wel goed zou komen. Eliot had die tekst weer uit een tekst van Julian of Norwich, een schrijver uit de middeleeuwen. De titel komt ook voor in het toneelstuk Een Midzomernachtdroom (A midsummer night's dream) van William Shakespeare en de gelijknamige opera van Benjamin Britten. Het CUMS-orkest gaf de première van dit werk op 12 maart 1994 in de kathedraal van Ely; leider van het orkest was toen Stephen Cleobury. Het werk bevat aan het slot een verwijzing naar Franz Liszt.
Orkestratie:
- 3 dwarsfluit en (alle drie ook piccolo), 3 hobo’s (alle drie ook eventueel althobo), 3 klarinetten (II ook esklarinet, III ook basklarinet), 3 fagotten (III ook contrafagot)
- 6 hoorns, 3 trompetten, 2 trombones, 1 bastrombone, 1 tuba
- 6 man/vrouw, percussie waaronder pauken, 1 celesta/piano, 1 harp
- violen, altviolen, celli, contrabassen.

Adès legde het werk zelf vast in oktober/november 1998 met het City of Birmingham Symphony Orchestra voor EMI Music. Het bleef vooralsnog bij deze opname (gegevens mei 2025).